# مرده‌خانه

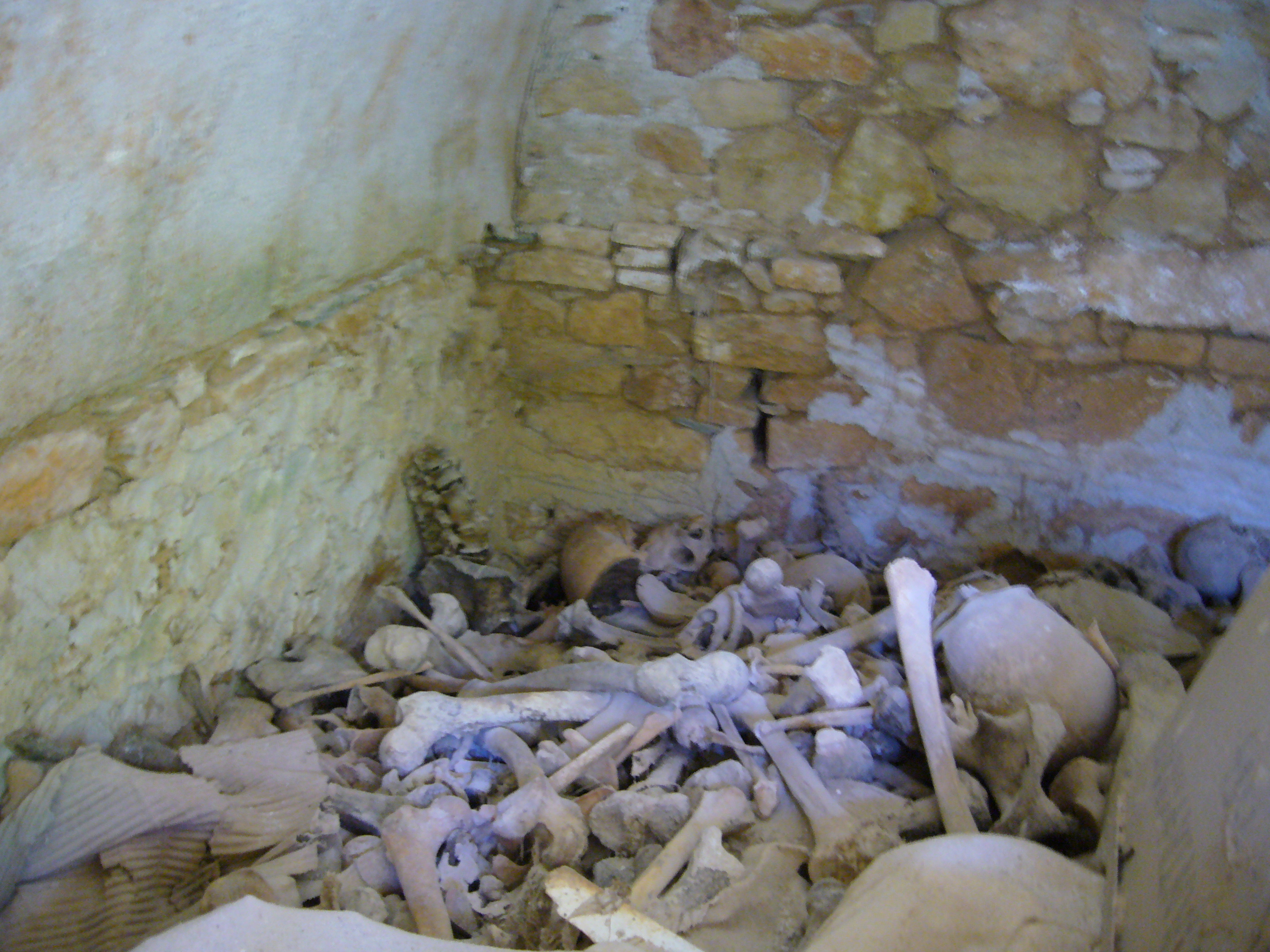
یک قبرستانی ارتدوکس یونانی که استخوان‌هایش آن را تبدیل به یک مرده‌خانه کرده است.

مرده‌خانه (به انگلیسی: Charnel house) طاق یا ساختمانی است که در آن بقایای اسکلت انسانی ذخیره می‌شوند. آنها اغلب در نزدیکی کلیسا برای ریختن استخوان‌ها ساخته شده یا در حفر گورهای دسته‌جمعی کشف شده است. مرده‌خانه همچنین می‌تواند به‌طور کلی به‌عنوان توصیفی از مکانی پر از مرگ و نابودی استفاده شود.